# Мышланский сельсовет
Мышланский сельсовет — сельское поселение в Сузунском районе Новосибирской области Российской Федерации.
Административный центр — село Мышланка.

## История
Статус и границы сельского поселения установлены Законом Новосибирской области от 2 июня 2004 года № 200-ОЗ «О статусе и границах муниципальных образований Новосибирской области»

## Население
| 2002 | 2010 | 2012 | 2013 | 2014 | 2015 | 2016 |
| ---- | ---- | ---- | ---- | ---- | ---- | ---- |
| 921  | ↘917 | ↗920 | →920 | ↗935 | ↘914 | ↘902 |
| 2017 | 2018 | 2019 | 2020 | 2021 |      |      |
| ↘899 | ↗901 | ↘889 | ↗897 | ↘867 |      |      |

## Состав сельского поселения
| № | Населённый пункт | Тип населённого пункта       | Население |
| - | ---------------- | ---------------------------- | --------- |
| 1 | Мышланка         | село, административный центр | ↘867      |